# Lengyel Szilvia
Lengyel Szilvia (Debrecen, 1971. – ) magyar gazdasági agrármérnök, mérnöktanár, jogi szakokleveles környezetvédelmi szakember, politikus; 2012. október 8. és 2014. május 5. között országgyűlési képviselő.

## Életrajz

### Tanulmányai
A Kossuth Lajos Tudományegyetem Gyakorló Gimnáziumban maturált. 1994-ben a Gödöllői Agrártudományi Egyetem Gazdasági- és Társadalomtudományi Karán gazdasági agrármérnök végzettséget szerzett. 1995-ben a Gödöllői Agrártudományi Egyetem Tanárképző Intézetben mérnöktanár végzettséget szerzett. 2012-ben az Eötvös Loránd Tudományegyetem Jogi Továbbképző Intézetben jogi szakokleveles környezetvédelmi szakember végzettséget szerzett.
C típusú középfokú német nyelvvizsgája van.

### Politikai pályafutása
A Lehet Más a Politikához 2008 augusztusában csatlakozott. 2010 júniusa és 2011 márciusa között a Lehet Más a Politika választmányának tagja.
Lengyel Szilvia 2012. október 8. és 2014. május 5. között országgyűlési képviselő. Mivel Kukorelly Endre visszaadta mandátumát, így Lengyel Szilvia lett a Lehet Más a Politika országgyűlési képviselője. 2012. október 8. és 2013. február 11. között, illetve 2013. szeptember 1. és 2014. május 5. között a Lehet Más a Politika országgyűlési képviselője. 2013. február 12. és 2013. augusztus 31. között Lengyel Szilvia független országgyűlési képviselő.
2012. október 8. és 2013. február 11. között, illetve 2013. szeptember 23. és 2014. május 5. között a Sport- és turizmusbizottság tagja. 2013. február 25. és 2013. szeptember 23. között az Ifjúsági, szociális, családügyi és lakhatási bizottság tagja. 2013. szeptember 23. és 2014. május 5. között a Mezőgazdasági bizottság tagja. 2013. szeptember 23. és 2014. május 5. között az Önkormányzati és területfejlesztési bizottság tagja.
A 2018-as magyarországi országgyűlési választáson az LMP képviselőjelöltje a Pest megye 6. OEVK-ben és az országos lista 9. helyén.